# Kriptaritem
Kriptaritem (črkovna enačba) je matematična igra oziroma uganka, kjer  imamo s črkami podano enačbo, ki vsebuje neznana števila. Cilj je ugotoviti, katero vrednost predstavlja posamezna črka.
Klasičen primer je julija 1924 v časopisu Strand Magazine objavil znani matematik in ugankar, Henry Dudeney:
```
    S E N D
+   M O R E
-----------
= M O N E Y
```

Navadno vsaka črka predstavlja različne števke, vodilna števka (oziroma črka) pa ne sme biti nič. Včasih uporabimo tudi * (zvezdico), ki pomeni poljubno števko.  Rešitev mora biti enolična.
Rešitev zgornjega kriptaritma je:
```
    9 5 6 7
+   1 0 8 5
-----------
= 1 0 6 5 2
```

## Reševanje kriptaritma
Pri ročnem reševanju uporabljamo logično sklepanje in (včasih obsežno) preskušanje posameznih možnosti. Pri Dudenyevemu primeru na primer, lahko takoj ugotovimo, da je M=1, ker lahko vsota dveh števil prinese prenos največ 1. Ker pa smo pri vsoti S+M=O imeli prenos, mora biti S=8 ali S=9 (če je S=7 ali manj, imamo 7+1 in ni prenosa v naslednji stolpec). Pogosto si lahko pomagamo z uporaba modularne aritmetike.
Reševanje z računalnikom omogoča uporabo različnih algoritmov. Lahko uporabimo metodo grobe sile in preverjamo vse možne permutacije ali pa uporabljamo vračanje (backtracking).